# ダラス・ブレイデン
ダラス・リー・ブレイデン（Dallas Lee Braden, 1983年8月13日 - ）は、アメリカ合衆国アリゾナ州フェニックス出身（カリフォルニア州ストックトン育ち）の元プロ野球選手（投手）。左投左打。

## 経歴

### プロ入り前
1983年にアリゾナ州フェニックスで生まれるが、直後に母方の祖母ペギーに連れられてカリフォルニア州ストックトンへ移住することに。ブレイデンはストックトンの小さなアパートで、母親のジョディーによって女手一つで育てられる。野球を始めたのは4歳のときで、当時はサンフランシスコ・ジャイアンツのファンだった。フーバー・タイラー・リトルリーグでのプレイを経て、ブレイデンはアモス・アロンソ・スタッグ高校へ進学。だがこの頃から母の体調に異変が現れ、それに動揺したブレイデンの素行が荒れるようになる。3年生一学期のときには不登校となり、授業日数81日のうち79日も欠席。学業成績は悪化し、喧嘩で相手を病院送りにしたこともある当時を、ブレイデンは「あの時は辛かった。母が血液検査に行くようになったけど、僕はなるべくそのことから目を背けていたかったし、そのことについて考えたくもなかった。それでどんどん破滅的になってしまった」と振り返っている。
このような経緯から、ブレイデンは4年制の高校に通っていながら、その半分の2年間は野球部でのプレーから遠ざかっていた。立ち直って野球部に復帰できたのは、ブレイデンによれば「僕が野球をできるように、そして刑務所へ入るようなことがないように、祖母と母がどれだけの犠牲を払ってきたか、ということを祖母から聞かされた」のがきっかけだという。心を入れ替えたブレイデンは野球に打ち込む。だが母は診断の結果、皮膚がん（悪性黒色腫）を患っていることが判明。およそ10か月に及ぶ闘病の末、2001年5月20日に死去する。母が生前に観戦に訪れた最後の試合でブレイデンは試合にこそ敗れたものの力投を見せ、これをアトランタ・ブレーブスのスカウトがチェックしていたため、ブレイデンは同年のMLBドラフトでブレーブスから46巡目（全体1383位）指名されるが、母を失った彼はプロ入りどころではなく、野球をやめることも考えていた。
それを思いとどまらせたのは祖母だった。彼女は「あなたのお母さんはあなたが野球をやめないように頑張ってたんだから、あなたがここでやめちゃダメ」と諭す。ブレイデンは野球を続けることを決意し、カリフォルニア州サクラメントにあるアメリカンリバー・カレッジへ進学。同州ウィンタースで暮らす母の友人の家に居候しながら2年間通学した。その後、テキサス州ラボックのテキサス工科大学へ移る。球速が88mph（約141.6km/h）にも満たないブレイデンの投球にプロ球団のスカウトはほとんど見向きもしなかったが、たまたま同大のチームと同じ宿舎に泊まっていたオークランド・アスレチックスのスカウトは、ブレイデンがチームメイトから「投球の組み立てがいい」「彼はチームのリーダーだよ」と絶賛されていることを知り、リリーフで使えるようになるかもしれないと判断。

### プロ入りとアスレチックス時代
2004年のMLBドラフトで、アスレチックスから24巡目（全体727位）で指名されたブレイデンはプロ入りすることになる。
指名後アスレチックスと契約したブレイデンは、同年のうちにマイナーリーグのA-級バンクーバー・カナディアンズでプロデビューし、7試合に救援登板して2勝0敗2セーブ・防御率2.76という成績を残す。A級ケーンカウンティ・クーガーズへ昇格後は救援から先発へ配置転換され、それ以降は先発投手として育成されることに。続く2005年は、故郷に本拠を置くA+級ストックトン・ポーツでシーズン開幕を迎え、5月にはAA級ミッドランド・ロックハウンズへと昇格。2クラス合計で23試合140.2イニングを投げて15勝5敗・防御率3.52・奪三振率8.6という成績を残し、シーズン終了後には球団からマイナー最優秀投手に選出された。だがこのときブレイデンは左肩を痛めており、後に手術。2006年7月に復帰したが、この年はAA級ミッドランドで足踏みとなる。マイナーリーグのシーズンを終えてからは、プエルトリコ冬季リーグ "リーガ・デ・ベイスボル・プロフェシオナル・デ・プエルトリコ" に参加し、実戦経験を積んだ。
2007年もAA級ミッドランドでシーズン開幕となったが、2試合に投げただけでAAA級サクラメント・リバーキャッツへ昇格。4月19日にそこでの初登板をこなしたところで、アスレチックス先発ローテーションの一角だったリッチ・ハーデンが右肩痛で故障者リスト入りとなったため、ブレイデンはメジャーへと昇格することになった。メジャー昇格を告げられたブレイデンは祖母にそのことを報告するのだが、このときブレイデンが「おばあちゃん、戻ることになった」と悲しげに言うので、彼女が「どこへ? （AA級ミッドランドの本拠地がある）テキサス?」と聞き返すと、ブレイデンは「いや、もっと東の（メリーランド州）ボルチモアだよ。メジャーへ昇格することになったから一緒に来てほしい」と答えたという。

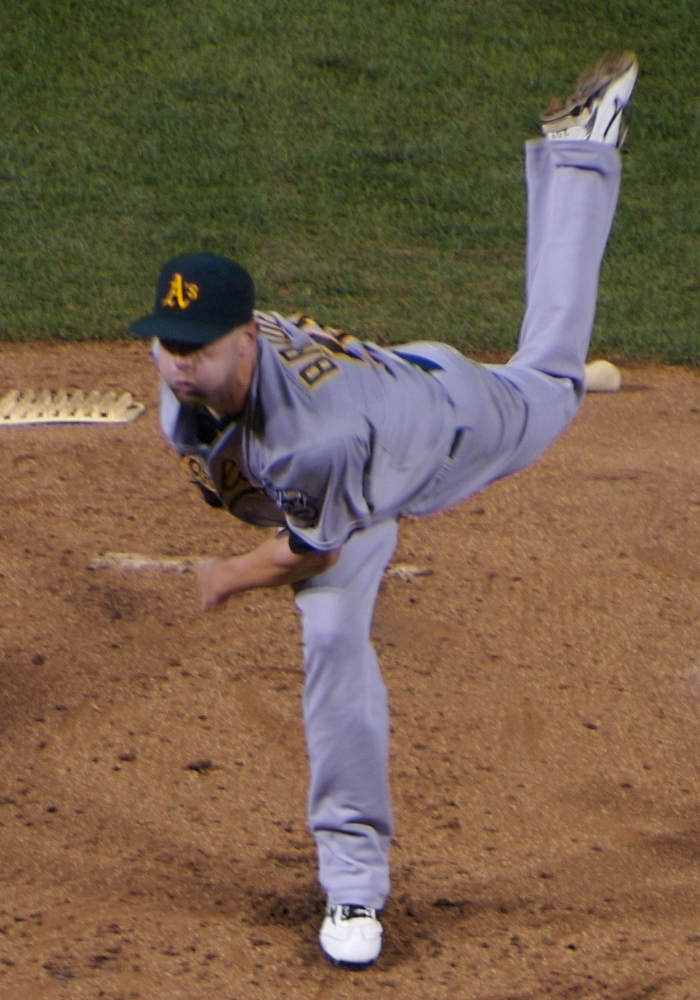
2008年9月5日のオリオールズ戦で。この試合は5回2失点で勝利投手となった

4月24日のボルチモア・オリオールズ戦でブレイデンはメジャー初登板・初先発を果たす。味方が初回表に2点を先制し、その裏にマウンドへ上がったブレイデンは、先頭打者ブライアン・ロバーツに四球を与えるが、続くメルビン・モーラを内野ゴロ併殺打に打ち取る。2回裏には1点を許したものの、その後は三塁を踏ませず6イニングを投げきり、チームは4－2で勝利。ブレイデンはメジャー初勝利を手にした。そこから中4日の29日、今度は本拠地でのタンパベイ・デビルレイズ戦に先発。親戚やかつてのチームメイトら200人以上が応援のため球場に駆けつけたが、この試合では4回表にB.J.アップトンに逆転の3点本塁打を浴びるなど、4.1回5失点で敗戦投手になった。この試合以降はAAA級降格とメジャー昇格を繰り返すこととなり、シーズン通算成績は、AAA級サクラメントでは11試合で2勝3敗・防御率2.95、メジャーでは20試合で1勝8敗・防御率6.72となっている。
2008年は、アスレチックスが日本・東京都文京区の東京ドームでシーズン開幕戦を行うことになっていたため、ブレイデンも日本遠征に参加。3月23日に行われた日本プロ野球・阪神タイガースとのプレシーズンゲームでは、ブレイデンは3番手として登板、7回裏から2イニングを投げ、赤星憲広に内野安打を許した以外は完璧に抑えた。だが、25日・26日に開催されたボストン・レッドソックスとの公式戦では登板機会はなし。アメリカ合衆国へ帰国後の29日には、他2選手とともにAAA級サクラメントへ降格となる。メジャーでのシーズン初登板は4月26日のシアトル・マリナーズ戦で、そこからしばらくは前年同様にメジャーとAAA級を行ったりきたり。しかし7月に入り、チームが先発投手のハーデンやジョー・ブラントンを他球団へ放出すると、ブレイデンは同月下旬から先発ローテーションに定着。シーズン閉幕まで10試合に先発し、4勝4敗・防御率3.97という成績を残した。
2009年は開幕投手に抜擢される。この年の先発ローテーションは、前年にハーデンらが移籍していったことに加え、ジャスティン・デュークシャーが右ひじを手術して離脱したため、メジャー未経験の新人2人が入るなど若手主体となり、そこからブレイデンが選ばれることとなった。4月6日の開幕戦でロサンゼルス・エンゼルス・オブ・アナハイムと対戦したブレイデンは、6回3失点で敗戦投手に。だが続く13日のレッドソックス戦でジョン・レスターとの投げ合いを制してシーズン初勝利を挙げると、それ以降もローテーションを守り続ける。7月上旬に忌引のため登板を回避したことがあったものの、前半戦終了時点で18試合112.1イニングを投げ7勝7敗・防御率3.12を記録。本人はこの好調の要因を、スライダーでカウントを稼げるようになったことと、無理に三振を奪いにいこうとしなくなったことだと自己分析している。ただ後半戦は4試合中3試合で5失点以上を喫して成績を落とし、8月上旬には左足発疹のため故障者リスト入り。結局そこから復帰できないままシーズンを終えることとなった。

#### 祖母の前で完全試合達成
2010年は、4月6日の開幕2戦目でシーズン初登板。この年、ブレイデンはふたつの出来事で注目を集める。ひとつは、4月22日のニューヨーク・ヤンキース戦でアレックス・ロドリゲスのある行為に対して「不文律を守れ」と怒りを露わにしたこと、もうひとつは5月9日のタンパベイ・レイズ戦でMLB史上19人目の完全試合を達成したことである。ブレイデンは「完全試合を達成したことで、ファンや野球界のみんなが僕について語るとき、何かネガティブなことではなく、ポジティブなことを話してくれるようになったのはたしかだね」と話す。
4月22日の試合、6回表一死無走者からロドリゲスが左前打で出塁。次打者ロビンソン・カノがファウルを放ったとき、二塁を回って三塁へ向かっていたロドリゲスは、一塁へ戻る。しかしこのとき、ロドリゲスがマウンドの上を通過していったことにブレイデンが激怒した。カノを併殺に打ち取ってイニングが終了したとき、ブレイデンはロドリゲスを怒鳴りつける。ブレイデンはこの回限りで降板、チームはこの試合に4－2で勝利し、6回2失点のブレイデンは勝利投手に。それでもブレイデンは試合後にも「彼はすごい才能を持った選手だ。だけど、もし俺がサイ・ヤングであろうが25人ロースターにギリギリで残っているような選手であろうが関係ない。俺がボールを持ってマウンドにいる以上は、そこは俺の場所だろ。そんなにマウンドを通りたけりゃブルペンにでも行けよ」と批判し、これに対しロドリゲスは「ちょっと驚いたね。そんな不文律は聞いたことがないし、まさか、これまで数勝しかしていないような投手にそんなことを言われるとは」とコメントした。この是非を巡っては、ドン・サットンが「（ロドリゲスの行為は）やっちゃいけない。9点リードの8回に盗塁するようなもの」とブレイデンを支持する一方、ダリル・ストロベリーは「ロドリゲスとブレイデンじゃ選手として格が違う」とブレイデンを非難するなど、大きく話題となった。
| ブレイデンの完全試合 全打席結果 | ブレイデンの完全試合 全打席結果 | ブレイデンの完全試合 全打席結果 |
| ------------------------------- | ------------------------------- | ------------------------------- |
| 一 回 表                        | J・バートレット                 | 三直                            |
| 一 回 表                        | C・クロフォード                 | 一ゴロ                          |
| 一 回 表                        | B・ゾブリスト                   | 中飛                            |
| 二 回 表                        | E・ロンゴリア                   | 中飛                            |
| 二 回 表                        | C・ペーニャ                     | 一ゴロ                          |
| 二 回 表                        | B.J.アップトン                  | 見逃し三振                      |
| 三 回 表                        | W・アイバー                     | 見逃し三振                      |
| 三 回 表                        | D・ナバーロ                     | 中直                            |
| 三 回 表                        | G・キャプラー                   | 左飛                            |
| 四 回 表                        | J・バートレット                 | 三ゴロ                          |
| 四 回 表                        | C・クロフォード                 | 空振り三振                      |
| 四 回 表                        | B・ゾブリスト                   | 遊ゴロ                          |
| 五 回 表                        | E・ロンゴリア                   | 空振り三振                      |
| 五 回 表                        | C・ペーニャ                     | 左飛                            |
| 五 回 表                        | B.J.アップトン                  | 三ゴロ                          |
| 六 回 表                        | W・アイバー                     | 空振り三振                      |
| 六 回 表                        | D・ナバーロ                     | 三邪飛                          |
| 六 回 表                        | G・キャプラー                   | 三邪飛                          |
| 七 回 表                        | J・バートレット                 | 左直                            |
| 七 回 表                        | C・クロフォード                 | 二ゴロ                          |
| 七 回 表                        | B・ゾブリスト                   | 右飛                            |
| 八 回 表                        | E・ロンゴリア                   | 中飛                            |
| 八 回 表                        | C・ペーニャ                     | 三邪飛                          |
| 八 回 表                        | B.J.アップトン                  | 空振り三振                      |
| 九 回 表                        | W・アイバー                     | 一直                            |
| 九 回 表                        | D・ナバーロ                     | 左直                            |
| 九 回 表                        | G・キャプラー                   | 遊ゴロ                          |
| MLB.com Gamedayより 動画        |                                 |                                 |

その後のブレイデンは、同月28日のレイズ戦では4回6失点と打ち込まれ、5月3日のテキサス・レンジャーズ戦では7回3失点のQSながら打線の援護に恵まれず、と2連敗。そして同月9日、本拠地でのレイズ戦を迎える。この日は母の日で、既に母を亡くしているブレイデンは祖母ペギーを球場に招待。またこの日からアスレチックスはブレイデンの登板日に限り、彼の故郷ストックトンの市外局番 "209" にちなんで、209セクションの客席のチケット価格を半額にするキャンペーンを開始した。ブレイデンは試合開始前、この日バッテリーを組むランドン・パウエルとブルペンで投球練習を行う。捕手から見て今日の出来はどうか、と訊ねるブレイデンにパウエルは親指を立てたが、実際のところこのやりとりは毎回のルーテイーンになっており、ブレイデン自身はこの日の出来についていつもと変わらない感覚だったという。
球審のジム・ウルフがプレイボールを告げて試合開始。先頭打者ジェイソン・バートレットに対し、ブレイデンは初球に外角高目へ85mph（約136.8km/h）のシンカーを投じてストライクを奪う。2球目、内角高目の速球をバートレットが捉えるが、三塁手ケビン・クーズマノフへのライナーとなって1アウト。2番カール・クロフォードを真中低目へのスライダーで一ゴロに、3番ベン・ゾブリストを外角低目へのチェンジアップで中飛に、それぞれ打ち取ったブレイデンは三者凡退で初回を終える。2回表は、先頭の4番エバン・ロンゴリアに対し3ボール1ストライクとカウントを不利にするが、6球目の速球で中飛に仕留めると、6番アップトンからはこの日初の三振を奪った。その裏、味方打線が相手先発ジェームズ・シールズを攻め立て、二死一・二塁からパウエルの適時打で1点を先制する。3回と4回も、ブレイデンがレイズ打線を三者凡退に抑え、その裏にアスレチックスが得点するという展開となり、4回終了時点でアスレチックスが4－0のリード。
ここまで1人の走者も出せていないレイズは5回表、先頭のロンゴリアが初球にセーフティーバントを試みる。しかし結果はファウルとなり、ロンゴリアはこの打席は空振り三振に倒れた。6回表、二死から打席に立った9番ゲーブ・キャプラーが、2球で2ストライクに追い込まれながらファウルを打ち続けて粘るが、最後は12球目の内角高目88mph（約141.6km/h）の速球を引っ掛けて三邪飛で3アウトに。ブレイデンはこのときから「周りの反応が妙なことに気が付いて、何が起こっているのかを悟った」と、完全試合を意識し始める。投手本人だけでなく、捕手のパウエルもまた、この回あたりから徐々にナーバスになってきた。7回表は7球で終了。8回表、一死から5番カルロス・ペーニャが初球を打ち上げて三邪飛となり、これでブレイデンは2009年4月19日に記録した自己最長イニングを更新する。6番アップトンは空振り三振に仕留め、メジャー初完投・初完封、そして完全試合まであと1イニングとなった。
9回表、先頭の7番ウィリー・アイバーを2ボール2ストライクからの5球目、内角高目89mph（約143.2km/h）の速球で詰まらせて一直に。8番ディオナー・ナバーロは2球で左直に打ち取る。そして最後の打者キャプラーが3ボール1ストライクからの5球目、真中高目への87mph（約140.0km/h）の速球を弾き返した。この打球を遊撃手クリフ・ペニントンが処理し、一塁手ダリック・バートンへ送球。キャプラーが一塁に到達するより早く送球をバートンがキャッチし3アウトとなった瞬間、ブレイデンはMLB史上19人目の完全試合を達成した。チームメイトからもみくちゃにされて祝福を受けたあと、ブレイデンは客席からフィールドに下りてきた祖母ペギーを抱きしめ、喜びを分かち合った。

#### 完全試合達成後
快挙達成から5日後の14日、ブレイデンは敵地でのエンゼルス戦に先発。両チーム無得点のまま迎えた6回裏に、ケンドリー・モラレスの先制適時打と松井秀喜の3点本塁打で計4点を失い、この日は8回4失点で敗戦投手に。この試合以降、ブレイデンは5月・6月と勝てなくなった。6月22日のレッズ戦に敗れ5連敗となると、左ひじに張りが出たため次の登板を回避し、そのまま7月3日には故障者リスト入り。同月20日のレッドソックス戦で復帰するまで、1か月にわたり欠場した。続く25日のシカゴ・ホワイトソックス戦で2か月半ぶりの勝利を手にする。8月22日のレイズ戦では、7月26日の試合でノーヒットノーランを達成したマット・ガーザとの投げ合いが実現。6回3失点でQSを達成するも、ガーザがアスレチックス打線を7.2回1失点に抑えたため、ブレイデンは敗戦投手となった。復帰後はシーズン終了まで15試合に登板し7勝7敗・防御率3.19を記録。シーズン通算成績では、自身初の規定投球回到達と2桁勝利を達成した。
2011年4月16日のデトロイト・タイガース戦で5回を投げ終えたところで左肩の張りを訴えて降板し、そのまま故障者リストに入ることに。5月17日に手術を受けてシーズンを終えた。
その後はメジャー登板なく、2014年1月14日に現役引退を発表した。引退後はESPNでアナリストとして活動している。

## 投球スタイル

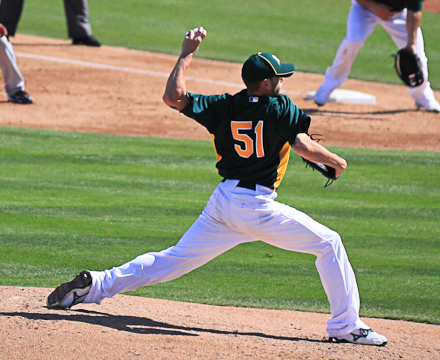
2011年3月のスプリングトレーニングにて

主な持ち球は、87mph（140.0km/h）ほどの速球とチェンジアップ、それにスライダーであった。速球の球速はMLBでも下から10位以内に入るような遅さであったが、さらに遅い73mph（約117.5km/h）ほどのチェンジアップと組み合わせることによって、数字以上に速く見せていた。チェンジアップの握りはサークルチェンジを基本とし、そこから指の位置や力の入れ具合を微妙に変えることで、ボールの軌道に様々な変化を与えていた。これらの球を活かしたブレイデンの特徴のひとつに、打者に飛球を打ち上げさせる "フライボール・ピッチャー" でありながら、被本塁打数を少なく抑えているというものがあった。実際にメジャー5年間で、打球におけるゴロと飛球の比率を表すGB/FBは0.64という数値を記録しており、飛球がゴロの約1.5倍多いという結果が出ているが、飛球における本塁打の割合を示すHR/FBは5.6％で、MLB平均の7.5％を下回っていた。これは、ブレイデンの投げる球が遅いため、速い球と比べてバットに当たったときに生まれる反発力が小さく、結果として打球の飛距離が抑えられるためだと考えられる。通算の奪三振率は5.59と高くないが、これについてブレイデンは「相手に空振りさせるのを無理に狙うと、与四球は増えるわ球数は増えるわ5回でマウンドを降りる羽目になるわ、で結局何もいいことがない」と考えている。
もうひとつの特徴として、牽制技術に優れ、走者を塁に釘付けにする能力に長けていたことが挙げられる。前足（左投手なら右足）を上げて投球するふりをしながら牽制球を投げる投手がいるのに対し、ブレイデンの場合は前足を上げずに素早い腕の振りで牽制を行っていた。この動作から、2008年には71.2イニングで8つの牽制アウトを記録。2010年には『ベースボール・アメリカ』が全30球団監督を対象に行ったアンケートにおいて、ブレイデンは "アメリカンリーグで牽制が上手い投手ランキング" でマーク・バーリーとアンディ・ペティットに次ぐ3位に入った。走者は迂闊にリードをとることができないため、ブレイデン登板時に走者が盗塁を試みることは少なく、また盗塁成功率も低かった。走者の盗塁企図数は通算で9イニングあたり約0.26回で、成功率は29％。これはバーリー（約0.43回 / 42％）やペティット（約0.77回 / 67％）を上回っていた。ブレイデンが牽制の重要さに気付いたのは13歳のときで、その翌年には1試合で4つの牽制アウトを稼いだこともあったという。

## 人物
スター選手のアレックス・ロドリゲスに対して臆することなく「不文律を守れ」と言い放ったように、相手が誰であっても自らの信念を貫き通す人物で、アスレチックスGMのビリー・ビーンはブレイデンのことを「世界中を敵に回すことすら恐れない」と評した。ロドリゲスとの一件については祖母ペギーも怒っていたといい、そのことからブレイデンは「孫だから言えるんだけれど、彼女のなかにはそれなりに厳しい視線があって、それを受け継いだのが僕だってこと」と考えている。しかしその一方で、クラブハウス内では常日頃から悪戯やジョークでチームメイトを笑わせ、アンドリュー・ベイリーはブレイデンを「楽しいやつだし、クラブハウスのリーダー」と話していた。
球界で仲がいい人物はブライアン・ウィルソン。2006年にプエルトリコ冬季リーグ "リーガ・デ・ベイスボル・プロフェシオナル・デ・プエルトリコ" で出会い、同じアイルランド系アメリカ人ということもあって意気投合したふたりは、2007年のシーズン終了後にはアイルランドへ、2010年のシーズン終了後には日本やタイ王国へ、と2人で海外旅行に出ている。

## 詳細情報

### 年度別投手成績
| 年 度    | 球 団    | 登 板 | 先 発 | 完 投 | 完 封 | 無 四 球 | 勝 利 | 敗 戦 | セ 丨 ブ | ホ 丨 ル ド | 勝 率 | 打 者 | 投 球 回 | 被 安 打 | 被 本 塁 打 | 与 四 球 | 敬 遠 | 与 死 球 | 奪 三 振 | 暴 投 | ボ 丨 ク | 失 点 | 自 責 点 | 防 御 率 | W H I P |
| -------- | -------- | ----- | ----- | ----- | ----- | -------- | ----- | ----- | -------- | ----------- | ----- | ----- | -------- | -------- | ----------- | -------- | ----- | -------- | -------- | ----- | -------- | ----- | -------- | -------- | ------- |
| 2007     | OAK      | 20    | 14    | 0     | 0     | 0        | 1     | 8     | 0        | 1           | .111  | 332   | 72.1     | 91       | 9           | 26       | 1     | 2        | 55       | 6     | 1        | 59    | 54       | 6.72     | 1.62    |
| 2008     | OAK      | 19    | 10    | 0     | 0     | 0        | 5     | 4     | 0        | 0           | .556  | 301   | 71.2     | 77       | 8           | 25       | 2     | 2        | 41       | 0     | 1        | 36    | 33       | 4.14     | 1.42    |
| 2009     | OAK      | 22    | 22    | 0     | 0     | 0        | 8     | 9     | 0        | 0           | .471  | 589   | 136.2    | 144      | 9           | 42       | 2     | 2        | 81       | 1     | 0        | 63    | 59       | 3.89     | 1.36    |
| 2010     | OAK      | 30    | 30    | 5     | 2     | 2        | 11    | 14    | 0        | 0           | .440  | 781   | 192.2    | 180      | 17          | 43       | 0     | 5        | 113      | 2     | 1        | 83    | 75       | 3.50     | 1.16    |
| 2011     | OAK      | 3     | 3     | 0     | 0     | 0        | 1     | 1     | 0        | 0           | .500  | 73    | 18.0     | 18       | 2           | 5        | 0     | 0        | 15       | 0     | 0        | 7     | 6        | 3.00     | 1.28    |
| MLB：5年 | MLB：5年 | 94    | 79    | 5     | 2     | 2        | 26    | 36    | 0        | 1           | .419  | 2076  | 491.1    | 510      | 45          | 141      | 5     | 11       | 305      | 9     | 3        | 248   | 227      | 4.16     | 1.33    |

- 各年度の太字はリーグ最高

### 背番号
- 61 (2007年)
- 51 (2008年 - 2011年)